# Abierto Mexicano de Tenis 2000 - Qualificazioni doppio
Le qualificazioni del doppio dell'Abierto Mexicano de Tenis 2000 sono state un torneo di tennis preliminare per accedere alla fase finale della manifestazione. I vincitori dell'ultimo turno sono entrati di diritto nel tabellone principale. In caso di ritiro di uno o più giocatori aventi diritto a questi sono subentrati i lucky loser, ossia i giocatori che hanno perso nell'ultimo turno ma che avevano una classifica più alta rispetto agli altri partecipanti che avevano comunque perso nel turno finale.
Le qualificazioni del doppio del torneo prevedevano 4 coppie partecipanti di cui una è entrata nel tabellone principale.

## Teste di serie
1. Álex López Morón /  Alex Portas (primo turno)

1. Guillermo Cañas /  Diego del Río (primo turno)

## Qualificati
1. Gastón Etlis  /   Martín Rodríguez

## Tabellone

### Legenda
| - Q = Qualificato - WC = Wild card - LL = Lucky loser | - ALT = Alternate - SE = Special Exempt - PR = Protected Ranking | - w/o = Walkover - r = Ritirato - d = Squalificato |

|  | Primo turno | Primo turno                                | Primo turno                                | Primo turno | Primo turno |  |  | Ultimo turno                               | Ultimo turno                               | Ultimo turno                               | Ultimo turno | Ultimo turno |  |
|  |             |                                            |                                            |             |             |  |  |                                            |                                            |                                            |              |              |  |
|  |             | Gastón Etlis Martín Rodríguez              | 4                                          | 6           | 6           |  |  |                                            |                                            |                                            |              |              |  |
|  | 1           | Álex López Morón Alex Portas               | 6                                          | 2           | 4           |  |  | Gastón Etlis Martín Rodríguez              | Gastón Etlis Martín Rodríguez              | Gastón Etlis Martín Rodríguez              | 6            | 6            |  |
|  |             | Emilio Benfele Álvarez Alejandro Hernández | Emilio Benfele Álvarez Alejandro Hernández | 7           | 6           |  |  | Emilio Benfele Álvarez Alejandro Hernández | Emilio Benfele Álvarez Alejandro Hernández | Emilio Benfele Álvarez Alejandro Hernández | 4            | 3            |  |
|  | 2           | Guillermo Cañas Diego del Río              | Guillermo Cañas Diego del Río              | 64          | 3           |  |  |                                            |                                            |                                            |              |              |  |